# Теорема Абеля
Теорема Абеля — результат теории степенных рядов, названный в честь норвежского математика Нильса Абеля. Обратной к ней является теорема Абеля — Таубера.

## Утверждение
Пусть {\displaystyle \textstyle f(x)=\sum \limits _{n\geqslant 0}a_{n}x^{n}} — степенной ряд с комплексными коэффициентами и радиусом сходимости {\displaystyle R}.
Если ряд {\displaystyle \textstyle \sum \limits _{n\geqslant 0}a_{n}R^{n}}
является сходящимся, тогда:

## Доказательство
Заменой переменных {\displaystyle u=x/R}, можно считать {\displaystyle R=1}.  Также (необходимым подбором {\displaystyle a_{0}}) можно предположить {\displaystyle \textstyle \sum a_{n}=0}. Обозначим {\displaystyle S_{n}} частичные суммы ряда {\displaystyle \textstyle \sum a_{n}}. Согласно предположению {\displaystyle \lim _{n\to \infty }S_{n}=0} и нужно доказать, что {\displaystyle \lim _{x\to 1^{-}}f(x)=0}.
Рассмотрим {\displaystyle x\in [0,1]}. Тогда (приняв {\displaystyle S_{-1}=0}):
Отсюда получается {\displaystyle \textstyle f(x)=(1-x)\sum \limits _{n=0}^{\infty }S_{n}x^{n}}.
Для произвольного {\displaystyle \varepsilon >0} существует натуральное число {\displaystyle N_{0}}, что {\displaystyle |S_{n}|\leq \varepsilon } для всех  {\displaystyle n>N_{0}}, поэтому:
Правая часть стремится к {\displaystyle \varepsilon } когда {\displaystyle x} стремится к 1, в частности она меньше {\displaystyle 2\varepsilon } при следовании {\displaystyle x} к 1.

## Примеры

### Примеры 1
Возьмем {\displaystyle \textstyle f(x)=\sum \limits _{n\geqslant 1}{\frac {(-1)^{n+1}x^{n}}{n}}=\ln(1+x)}. Поскольку ряд {\displaystyle \textstyle \sum \limits _{n\geqslant 1}{\frac {(-1)^{n+1}}{n}}} сходится, имеем: 

### Примеры 2
Возьмем  {\displaystyle \textstyle g(x)=\sum \limits _{n\geqslant 0}{\frac {(-1)^{n}x^{2n+1}}{2n+1}}=\arctan(x)}. Поскольку ряд {\displaystyle \textstyle \sum \limits _{n\geqslant 0}{\frac {(-1)^{n}}{2n+1}}} сходится, имеем: 